# ホテルシーガルてんぽーざん大阪
ホテルシーガルてんぽーざん大阪（ホテルシーガルてんぽーざんおおさか）は大阪府大阪市港区にあるホテル。

## 概要
大阪天保山ハーバービレッジ内に位置し、世界最大級の水族館、海遊館に隣接した全室オーシャンビューのアーバンリゾートホテル。以前はユニバーサル・スタジオ・ジャパンのオフィシャルホテルだったが、2011年4月1日からはアソシエイトホテルに変更になった。

## アクセス
鉄道地下鉄中央線 大阪港駅から徒歩で約5分。
自動車阪神高速4号湾岸線・5号湾岸線・16号大阪港線　天保山出入口から約5分。